# Леонтий II Йерусалимски
Леонтий ІІ Йерусалимски (на гръцки: Λεόντιος Β΄ Ιεροσολύμων) е византийски православен духовник, патриарх на Йерусалимската православна църква от 1170 до 1190.

## Биография
Роден е в град Тивериопол, днес Струмица. Леонтий ІІ е последният от йерусалимските патриарси, които пребивават в изгнание в столицата Константинопол, тъй като Йерусалим е в ръцете на кръстоносците латини. Автор е на 14 догматични тома върху Светата Троица.